# Ludwig Bamberger

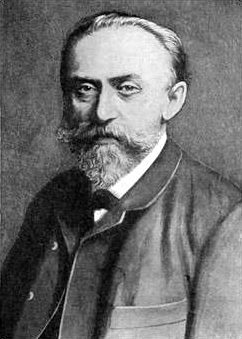
Ludwig Bamberger

Ludwig Bamberger, född 22 juli 1823 i Mainz, död 14 mars 1899 i Berlin, var en tysk-judisk nationalekonom och politiker.
Bamberger deltog 1849 i upproret i Rheinpfalz, och levde därefter i Schweiz, Storbritannien, Belgien och Nederländerna, från 1853 som bankir i Paris. Efter att ha återvänt till Tyskland blev Bamberger 1868 ledamot av Tullparlamentet, och från 1871 ledamot av tyska riksdagen. Han anslöt sig i riksdagen till nationalliberalerna och kämpade för frihandel och hade del i myntreformen. Han var ledare för den mot Otto von Bismarck fientliga flygeln av nationalliberala partiet, senare Liberale Vereinigung, och deltog 1884 vid bildandet av Deutsch-freisinnige Partei. Vid detta partis splittring 1893 anslöt han sig till Freisinnige Vereinigung. I synnerhet bekämpade han Bismarcks kolonialpolitik. Bland hans skrifter märks Monsieur de Bismarck (1868), Vertrauliche Briefe aus dem Zollparlament (1870), och Gesammelte Schriften (fem band, 1894-97). Han Erinnerungen (fram till mitten av 1860-talet) utgavs av Paul Nathan 1899.